# Острови Кемпбелл
Острови́ Ке́мпбелл (англ. Campbell Island group або Campbell Islands) — вулканічний архіпелаг в субантарктичній зоні Тихого океану, входить до складу Нової Зеландії і розташований на південь від неї. Об'єднує острів Кемпбелл і низку дрібніших островів, розташованих навколо нього: Дент, Джакмарт, Фоллі та інші. Загальна площа — 113,31 км². Архіпелаг разом з 4 іншими групами островів входить до Світової спадщини ЮНЕСКО як Субантарктичні острови Нової Зеландії.

## Флора
Рослинність острову досліджували під час антарктичної експедиції дослідницьких кораблів "Еребус" і "Терор" у 1839-1843 роках під командуванням капітана сера Джеймса Кларка Росса. Вона описана у першій частині 6-ти томного видання Flora Antarctica.